# Hardcore cristiano
Hardcore cristiano o Christcore se refiere a las bandas de hardcore punk y skatepunk que promueven las creencias cristianas como Discípulo 13. Estas bandas promueven el cristianismo,y varia el mensaje desde lo ya escrito en la Biblia y sus pensamientos del mundo con Dios.Las  Bandas de hardcore cristianas a menudo declaran abiertamente sus creencias y emplear la imaginería cristiana en sus letras, y puede ser considerada como parte de la industria de la  música cristiana.

## Música
Los temas de las bandas cristianas Hardcore van desde la promoción de las creencias cristianas, detallando las influencias cristianas, como el Antiguo Testamento, Nuevo Testamento, y las enseñanzas de Jesús de Nazaret, el Mesías cristiano, o mostrando los efectos de una relación personal con Jesucristo. Sin embargo, muchos grupos no anunciar abiertamente que son cristianos. Las razones de esto son no tratar de alienar a oyentes no cristianos, o para etiquetar a la banda como abordar este tema, mientras que la banda puede hacer frente a muchos temas, no solo el cristianismo. 
Hay muchas bandas de hardcore cristiano que optan por no anunciar de manera abierta y directa de que son cristianos. Esto puede ser porque sienten que van a perder popularidad entre los no-creyentes cristianos. Algunas bandas de hardcore cristiano no son obvios de identificar porque sus letras solo puede expresar sus opiniones sobre las cuestiones cotidianas personales y sociales.

## Popularidad
En los últimos años, el hardcore cristiano en general ha experimentado una mayor aceptación en la escena hardcore y el metalcore en una escala global. Bandas fueron una vez criticadas por expresar abiertamente las creencias cristianas o espiritual, sino, más recientemente, un creciente número de bandas tienen un mensaje cristiano en su música.

## Géneros relacionados
- punk Cristiano
- rock Cristiano
- música alternativa Cristiana
- metal Cristiano

### Revistas Hardcore cristiano y sitios
- HXC Christian
- Bleacht
- Uprise
- HM
- Intense Christian Entertainment (ICE)

- Datos: Q2225757